# Macromitrium venezuelense
Macromitrium venezuelense är en bladmossart som beskrevs av Jean Édouard Gabriel Narcisse Paris 1897. Macromitrium venezuelense ingår i släktet Macromitrium och familjen Orthotrichaceae. Inga underarter finns listade i Catalogue of Life.